# Virginia Railway Express
Virginia Railway Express (förkortning: VRE) är ett pendeltågssystem med två linjer som går mellan Union Station i Washington, D.C. och norra Virginia. Trafiken startade under 1992.

## Bakgrund
VRE ägs tillsammans av Northern Virginia Transportation Commission (NRTC) och Potomac and Rappahannock Transportation Commission (PRTC). Trafiken bedrivs på entreprenad av Keolis från 2010 och med en förlängning på fem år från 2020. Spåren som tågen kör på ägs till största delen av det privata godstrafikbolaget CSX Transportation, även om Virginias delstatsstyre under ledning av guvernör Ralph Northam från 2019 i sin järnvägssatsning påbörjat ett förvärv av vissa delar för att underlätta persontågstrafiken för såväl VRE och Amtraks fjärrtåg.

## Trafik och linjenät
Trafiken bedrivs i huvudsak under rusningstrafik, det vill säga in till Washington, D.C. på morgonen och ut till Virginia på eftermiddagen.
| Linje               | Sträckning                                                                    | Öppningsdatum | Senaste förlängning | Linjelängd | Antal Stationer | Not   |
| ------------------- | ----------------------------------------------------------------------------- | ------------- | ------------------- | ---------- | --------------- | ----- |
| Fredericksburg Line | Union Station i Washington, D.C. ↔ Alexandria ↔ Fredericksburg (Spotsylvania) | 20 juli 1992  | 16 november 2015    | 56 km      | 12              | [ 4 ] |
| Manassas Line       | Union Station i Washington, D.C. ↔ Alexandria ↔ Manassas (Broad Run)          | 21 juni 1992  | -                   | 89 km      | 10              | [ 4 ] |